# Der gleiche Himmel
Der gleiche Himmel ist ein dreiteiliger deutscher Fernsehfilm, der vom 27. bis 30. März 2017 im ZDF gesendet wurde.

## Inhalt und Handlungsfäden
Der Film erzählt in mehreren Handlungssträngen fiktive, aber exemplarische Situationen auf beiden Seiten der geteilten Stadt Berlin im Jahr 1974 zur Zeit des Kalten Krieges. Die jeweiligen Handlungsfäden sind über einzelne Personen miteinander verknüpft und handeln im historischen Rahmen deutsch-deutscher Geschichte über Spionagetätigkeit in Ost und West, die DDR Staatssicherheit (Stasi), Unterdrückung, Repressalien und Anpassungsnotwendigkeiten in der DDR in der Gegenüberstellung zum Leben im Westen Berlins.

### Stasi und Spionage
Im Frühjahr 1974 schleust das Ministerium für Staatssicherheit (Stasi) den 25-jährigen Lars Weber, Absolvent einer Stasi-Elite-Trainingseinheit in Belzig, als „Romeo-Agenten“ nach West-Berlin ein. Dort nennt er sich Matthias Cramer. Cramer beginnt auf Geheiß der Stasi eine Beziehung zur deutlich älteren britisch-schwedischen Datenanalystin Lauren Faber. Faber, alleinerziehende Mutter ihres 17-jährigen Sohnes Emil, mit dem sie Schwierigkeiten hat, arbeitet als Zivilangestellte für die britische Luftwaffe auf dem Teufelsberg, einer US-amerikanisch-britischen Spionagestation in West-Berlin, die nicht nur den Osten, sondern auch den Westen abhört. Die Stasi hofft, über Lars’ Verbindung mit Lauren Faber an sensible Daten zu gelangen. Die geschiedene Faber, die unter den Beziehungs- und Erziehungsschwierigkeiten mit ihrem Sohn leidet, verliebt sich in Cramer, der ihr seine Gefühle erfolgreich vorspielen kann.
Ralf Müller ist ein gebürtiger West-Berliner, der mit der Stasi kooperiert. Als Führungsoffizier leitet er Lars in regelmäßigen Treffen in West-Berlin an. Er ist eine der wenigen Personen, die nicht mit den anderen Handlungssträngen verknüpft ist und nur in Verbindung mit Lars Weber auftritt. Nachdem Faber einen Schlaganfall erleidet und ins Krankenhaus eingeliefert wird, ist der Erfolg der Mission gefährdet. Da einerseits Fabers nachrichtendienstlicher Wert gesunken ist, weil ihre Rehabilitation unbestimmte Zeit in Anspruch nehmen soll, andererseits sie aber, wenn sie über Erlebtes erzählte, eine Gefahr für Webers Legende darstellen würde, verschafft sich Müller Zugang zum Krankenhaus und ermordet sie durch Flüssiggiftzufuhr.
Gregor Weber, Lars’ Vater, weiß als einziger Unbeteiligter von Lars’ Mission in West-Berlin, ohne die Details zu kennen. Er lebt in einem Plattenbau, glaubt an den Sozialismus und hält West-Berlin mit seinem Wohlstand nur für ein verführerisches Schaufenster des Westens im Herzen der DDR. Auch er arbeitet für die Stasi, bespitzelt seine Nachbarn und rekrutiert u. a. Inoffizielle Mitarbeiter aus dem Glühbirnenfabrikationsbetrieb, in dem er als Abteilungsleiter arbeitet. Er behauptet Lars gegenüber, dass seine Frau, Lars's Mutter, mit seiner Zwillingstochter, Lars’ Zwillingsschwester, bei einem Verkehrsunfall ums Leben gekommen sei, tatsächlich lebt diese jedoch als Dagmar Cutter verheiratet mit dem US-amerikanischen Geheimdienstoffizier der NSA Howard Cutter in einer Villa im West-Berliner Bezirk Zehlendorf. Howard Cutter arbeitet in leitender Funktion auf der Spionagestation des Teufelsbergs.
Nachdem Faber ermordet wurde, wird Sabine Cutter, die ein wesentlich abwechslungsreicheres Privatleben als Faber führt, als neue Zielperson für Lars bestimmt, ohne dass den Beteiligten bekannt ist, dass diese seine Zwillingsschwester ist. Sabine lebt bei ihrer leiblichen Mutter und ihrem Stiefvater in der Zehlendorfer Villa, was es geheimdienstlich für die Stasi interessant macht, auch in die Privaträume von Howard Cutter vorzudringen. Sabine Cutter war Kollegin und Freundin von Faber; auch sie arbeitet als Datenanalystin auf dem Berliner Teufelsberg, jedoch im US-amerikanischen Bereich (NSA) und unter ihrem Stiefvater. Lars Weber beginnt unter dem Namen Oskar Fischer erfolgreich eine Beziehung mit Sabine – nicht wissend, dass sie seine eigene Schwester ist. Beide gestehen sich in einer erotischen Szene ihre Liebe, während draußen im Auto Ralf Müller das Rendezvous über mitlaufende Tonbänder mithört und zum Liebesgeständnis frustriert und wütend hupt (Ende der Filmserie).

### Doping und Leistungssport
Klara Weber soll in den DDR-Schwimm-Kader für die Olympischen Spiele berufen werden. Ihre Mutter Gita erhofft sich dadurch eine bessere, privilegiertere Zukunft, ihr Vater Conrad Weber ahnt, welche Gefahren damit auf die Familie, die in dem gleichen Plattenbau wie Gregor Weber wohnt, zukommt. Trainer Wulf fordert jedoch die Eltern der künftigen Profi-Sportlerinnen auf, ihre Töchter zu unterstützen und auch über körperliche Veränderungen nicht beunruhigt zu sein, die, wie er im Gegensatz zu den Athleten und deren Familien weiß, von den blauen Pillen des Anabolikums Oral-Turinabol herrühren, das den jungen Sportlerinnen als angebliche Vitamine unter Aufsicht verabreicht wird. Das Wort Doping wird dabei nicht verwendet. Doch auch er steht unter dem Druck seiner Vorgesetzten, Olympiasiegerinnen für den Sozialismus vorzuweisen.
Als der Vater Conrad Weber durch einen Hinweis seiner größeren Tochter Juliane sieht, dass Klara mittlerweile maskulin behaart ist, und ihm Juliane sagt, dass Klara keine Periode mehr bekommt, steht die Familie vor einer Zerreißprobe. Conrad geht in Konfrontation zum Trainer Wulf und wird von diesem mit Konsequenzen bedroht. Gita, die den Staatsapparat hinter sich weiß bzw. weiß, ihm vorteilsbringend zu dienen, fordert Conrad auf, mitzuziehen; Gita erhofft sich in erster Linie materielle Privilegien. Klara selbst sieht das Schwimmen als Chance an, ebenso wie ihre erfolgreiche große Schwester respektiert zu werden – insbesondere vom Vater. Conrad fügt sich schließlich und unterstützt Klara, die beim Qualifikationswettkampf den 2. Preis erringt. Juliane hingegen ringt mit der Tatsache der familiären und politischen Fremdbestimmung, auch hinsichtlich ihrer Schwester Klara und gerät so immer wieder in einen Konflikt mit ihrer Mutter.

### Sehnsucht nach dem Westen und Republikflucht
Axel Lang ist ein homosexueller Physiklehrer einer Ost-Berliner Schule. Als er im Unterricht über bei Wärme aufsteigende Luft spricht und dies anhand eines über eine Flamme hinübergleitenden Leichtholzfliegers anschaulich demonstriert, wird er dafür vom Schuldirektor gerügt – das Wissen über Luftströmungen könnte manche Menschen zur Republikflucht animieren. Axel selbst denkt jedoch noch nicht über Fluchtmöglichkeiten nach. Sein an sich wohlwollender Kollege Conrad Weber macht ihm Vorwürfe, dass er „aus dem Strom schwimme“. Die Demütigung durch den Direktor, eine innere Distanziertheit zum Sozialismus, von dem er sich versprach, im Bereich der Physik von politischer Einflussnahme verschont zu bleiben, sowie eine leidenschaftliche, aber unglückliche Liebe zu dem schwulen, einen einschlägigen Ost-Berliner Klub immer wieder besuchenden Briten Duncan March wecken in ihm den Wunsch zur Flucht aus der DDR. Axel beginnt schließlich mit Hilfe seines britischen Freundes über die Konstruktion eines Hängegleiters nachzudenken.
Tobias Preuss, ein ebenfalls schwuler Bekannter Axels, ist ein verunsicherter Außenseiter. Seine adipöse Erscheinungsform ist wohl seiner mangelnden Selbstbeherrschung insbesondere gegenüber Nahrungsmitteln geschuldet. Tobias wird gebeten, am Bau eines Fluchttunnels unter der Berliner Mauer mitzuwirken, wovon er Axel gegenüber zunächst Andeutungen macht, später in frustriertem, angetrunkenem Zustand berichtet. Nachdem Tobias aus der Gruppe der Tunnelbauer ausgeschlossen wird, verhaftet ihn die Stasi, die aber nichts von seiner Beteiligung am Tunnelbau weiß – oder zu wissen vorgibt. Tobias soll der Stasi Informationen über seinen nächtlich aktiven Vater liefern, was er zunächst verweigert. Zwischenzeitlich schließt sich Axel der Gruppe um den Tunnelbau an.
Auf Tobias haben die einfachen Zellen der Untersuchungshaftanstalt der Stasi in Hohenschönhausen eine demoralisierende Wirkung; so brennt beispielsweise 24 Stunden am Tag das Licht, ein Fenster nach draußen oder ausreichende Belüftung gibt es nicht, durch einen Türschlitz geben die diensthabenden Wachen kommandoartige Anordnungen. Nachdem Tobias durch diese Haftverhältnisse zermürbt wird, erzählt er schließlich in einem der Verhöre von den Tunnelarbeiten, gibt aber vor, dass er die Namen der Beteiligten nicht kenne. Daraufhin stürmt die Polizei die Bäckerei, von der aus der Tunnel gegraben wurde; der Inhaber Olaf Bargmann wird ebenfalls in die Untersuchungshaftanstalt verbracht. Axel wird Zeuge der Stürmung, kann aber unerkannt entkommen. Tobias hingegen wird seiner Kooperation wegen freigelassen und sammelt nunmehr Informationen über seinen Vater.

### Verknüpfungen
Manche Figuren der einzelnen Handlungsstränge sind lose miteinander verbunden und schaffen so Verknüpfungen und Stringenzen zwischen den einzelnen Ereignisfolgen und Handlungssequenzen. So ist Klaras Vater Conrad Weber der Bruder von Lars’ Vater Gregor und ein Kollege von Axel Lang; letzterer ist ein Bekannter von Tobias Preuss aus der Schwulenbar. Klara besucht ihren Onkel Gregor gelegentlich im selben Haus. Sabine Cutter ist als Tochter bzw. Stieftochter des Ehepaars Cutter Angestellte auf dem Teufelsberg und gleichzeitig die Kollegin und Freundin von Lauren Faber, mit der sie über deren häusliche Probleme und deren begonnene Beziehung mit Lars spricht. Die latenteste Verbindung, dass Dagmar Cutter und Gregor Weber vormals ein Ehepaar waren, getrennte Leben in Ost- und West-Berlin führen und die Zwillinge Lars Weber und Sabine Cutter haben, wird über ein wiederkehrendes, identisches Fotomotiv mit Dagmar und den beiden damaligen Säuglingen vergegenwärtigt, dass sowohl im Hause Cutter als auch im Hause Weber gezeigt wird, teilweise in Überblendungen, wenn die Szenen von dem einen Ort zum anderen wechseln. Diese letzte, heikelste Verknüpfung wird den Beteiligten im Film nicht offenbar.
Abgesehen von den Personen der Handlungsstränge gibt es eine gegenseitige Verknüpfung des Spionagethemas, sozusagen dessen Steigerung in die Gegenspionage: als Lars Weber die Villa der Familie Cutter besucht, entwendet Howard Cutter Lars’ (gefälschte) Ausweise kurzzeitig und unbemerkt, um davon Fotoaufnahmen mit einer handlichen Spezialkamera zu machen. Bei einem weiteren Besuch verwanzt Lars schließlich heimlich Howards häusliches Arbeitszimmer und Telefon; eine spannungsgeladene, texlose, inhaltlich zentrale Szene gegen Ende der Filmserie.

## Schnitttechniken
Die Filmschnitte der einzelnen Handlungsstränge sind selten abrupt, eher gleitend und bedienen sich weniger Kontraste bzw. milder kontrastartiger oder dramatischer Gegenüberstellungen: beispielsweise schwenkt am Ende eines Handlungsfadens die Kamera in den Berliner Himmel und von dort zurück in einen anderen Handlungsstrang. Diese Methode weißt mitunter auch auf den übergreifenden Titel hin.
Stadtbilder im Westen wechseln u. a. hinüber in solche im Osten. Für diese Stadtbildwechsel werden zur Verdeutlichung der Ortswechsel bzw. der Wechsel der Handlungsstränge in West-Berlin u. a. die Kaiser-Friedrich Gedächtniskirche am Breitscheidplatz, der West-Berliner Zoo-Palast sowie in Ost-Berlin der Blick auf den Fernsehturm Alexanderplatz, eine Plattenbausiedlung oder ein grauer Altbau-Straßenzug in der Nähe der Berliner Mauer verwendet.
Oft wird jedoch auch für die jeweiligen Institutionen ein Ort aus der Vogelperspektive gezeigt und per eingeblendetem Schriftzug definiert, so u. a. der Hauptsitz des Ministeriums für Staatssicherheit in Berlin-Lichtenberg, das Stasi-Gefängnis in Berlin-Hohenschönhausen sowie die Spionagestation auf dem Teufelsberg. Diese Verfahrensweise hat mitunter Züge einer Filmdokumentation.
Übliche Szenenwechsel auf heranfahrende Autos (z. B. den NSU Ro 80 Lars Webers oder den VW-Camper von Duncan March), auf oder in die Zehlendorfer Villa der Cutters oder in die verschiedenen Wohnungen der jeweiligen Rollen gibt es ebenso.
Am subtilsten ist der Wechsel von der Betrachtung ein und derselben Fotografie im Hause Cutter ins Haus Weber.

## Hintergrund
Obwohl der Film gänzlich in Berlin spielt, wurde er vom 24. August bis zum 6. Dezember 2015 in Prag gedreht. Am 16. Februar 2017 stellte UFA Fiction den Fernsehfilm auf der 67. Berlinale im Rahmen der Berlinale Special Series vor.

## Rezeption

### Kritiken
Frank Junghänel fand in der Berliner Zeitung wenig lobende Worte: „Die Ausgangslage [...] verspricht zunächst einmal viel. Spionage, Liebe, Verrat, Betrug, Sex. Und das vor dem Hintergrund der deutsch-deutschen Geschichte.“ Aber es sei „deprimierend, wie wenig die Filmemacher […] aus dieser Vorlage machen. [...] Die mit inszenatorischen Versatzstücken aus dem Arsenal des Kalten Krieges vollgestopfte Miniserie ist ein dramatischer Rückschlag beim Umgang des Fernsehens mit der deutschen Teilung.“
Andere Kritiker hoben andere Aspekte hervor:

„Der Film ist ein sehr deutsches Projekt mit schläfrigen Bildern, erwartbarer Musik und uninspirierten Dialogen: Selbst wenn es um Freiheit versus Sozialismus geht, nichts als Plattitüden.“

„[…] zunächst fühlt man sich vielleicht noch etwas belehrt, aber Regisseur Oliver Hirschbiegel zeigt wieder ein ausgezeichnetes Gespür für Tempo, Unterhaltung und Zuspitzung, die eben keine Vereinfachung sein muss. […] Die deutsche Miniserie lebt und ist ausbaufähig, wer hätte das vor wenigen Jahren erwartet.“

### Einschaltquoten
Die Ausstrahlung des ersten Teils von Der gleiche Himmel am 27. März 2017 wurde in Deutschland von 4,68 Millionen Zuschauern gesehen und erreichte einen Marktanteil von 15,0 % für das ZDF. Der zweite Teil wurde noch von 4,11 Millionen Zuschauern gesehen und hatte einen Marktanteil von 13,5 %. Der dritte Teil konnte schließlich eine Zuschauerzahl von 4,08 Millionen und 13,2 % Marktanteil erreichen.

## Trivia
Hin und wieder sind Fahrzeuge von Mercedes-Benz der Baureihe W123 zu sehen, die aber zum Zeitpunkt der Handlung noch nicht gebaut wurden.
Auch der schwarze Golf I, der mehrmals zu sehen ist, wurde mit seinen breiten Rücklichtern erst 1980 gebaut.
Im Abspann des ersten Teils ist Die letzte Schlacht gewinnen wir aus dem Jahr 1972 von Ton Steine Scherben zu hören, im Abspann des zweiten Teils You Ain’t Seen Nothing Yet (1974) von Bachman-Turner Overdrive.
Am Ende von Teil 1, als sich Sabine zum Ausgehen fertigmacht (1:20), sieht man die LP Ich will leben von Peter Maffay, die erst 1982 veröffentlicht wurde.
Der Fernseher in der Wohnung von Lars Weber, ein WEGA Color 3050, war erst im Jahr 1978 erhältlich.
Die in Deutschland (und Berlin) ausgetragene Fußballweltmeisterschaft 1974, an der auch die Mannschaft der DDR teilnahm und die bundesdeutsche Mannschaft in einem der Spiele besiegte, erscheint thematisch in der Filmserie, insbesondere bei einem Zusammenkommen mit Lars Weber im Hause Cutter.
Auch die Watergate-Affäre um US-Präsident Richard Nixon und das voraussichtliche Ende des Vietnamkrieges wird im Hause Cutter erwähnt.